# The Worldly Madonna
The Worldly Madonna er en amerikansk stumfilm fra 1922 af Harry Garson.

## Medvirkende
- Clara Kimball Young som Lucy Trevor / Janet Trevor
- William P. Carleton som John McBride
- Richard Tucker som Alan Graves
- George Hackathorne som Ramez
- Jean de Limur som Toni Lorenz
- William Marion som Dr. Krell
- Milla Davenport som Jail Matron